# Ommoordseweg

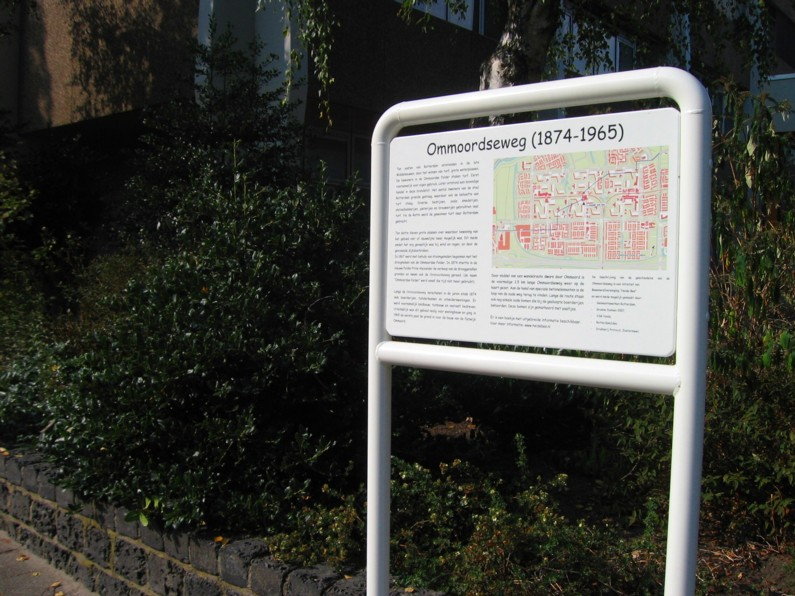
Informatiebord over de Ommoordseweg

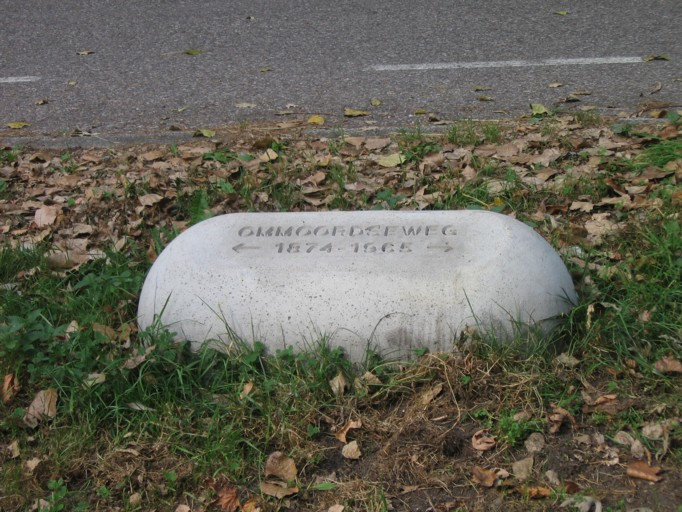
'Biggenrug'

De Ommoordseweg is een weg die door het noordelijke deel van de Prins Alexanderpolder liep. Hij vormde de verbinding tussen Terbregge en de nog bestaande Wollefoppenweg naar Oud Verlaat. 
In het noordelijke deel van de Prins Alexanderpolder is in de jaren 60 en 70 van de 20e eeuw de Rotterdamse wijk Ommoord gebouwd. Het ontwerp van die woonwijk is grotendeels ontsproten uit het brein van Lotte Stam-Beese en hield weinig rekening met de oorspronkelijke geologische en landschappelijke kenmerken van het gebied. Het oorspronkelijke tracé van de oude weg werd in de wijk dan ook grotendeels van de kaart geveegd. Het eerste deel van de Ommoordseweg, tussen de Terbregseweg en de President Rooseveltweg bestaat nog wel. De (fiets)verbinding tussen de President Rooseveldweg en de bloemenbuurt van Ommoord verdween in 2019 t.b.v. de aanleg van de A16 Rotterdam.
In 2009 heeft Historische Commissie "De Ommoordse Polder" een geschiedenisboekje uitgebracht met daarin verhalen, informatie over en foto's van de toenmalige Ommoordseweg. Ook kwam er een historische wandeling langs punten die aan de oude weg lagen. De route is gemarkeerd met betonelementen, zogenoemde biggenruggen waarop de tekst Ommoordseweg 1874 - 1965. Een informatiebord nabij wijkgebouw Romeynshof licht de wandeling toe. 

Brandingdijk ·
Capelseweg ·
's-Gravenweg ·
Groeneweg ·
Hoofdweg ·
Jacques Dutilhweg ·
Kralingseweg ·
Laan van Avant-Garde ·
Ommoordseweg ·
President Rooseveltweg ·
Prins Alexanderlaan ·
Prins Alexanderplein ·
Prinsenlaan ·
Ringvaartweg ·
IJsselmondselaan ·
Zevenkampse Ring